# Tim Walberg

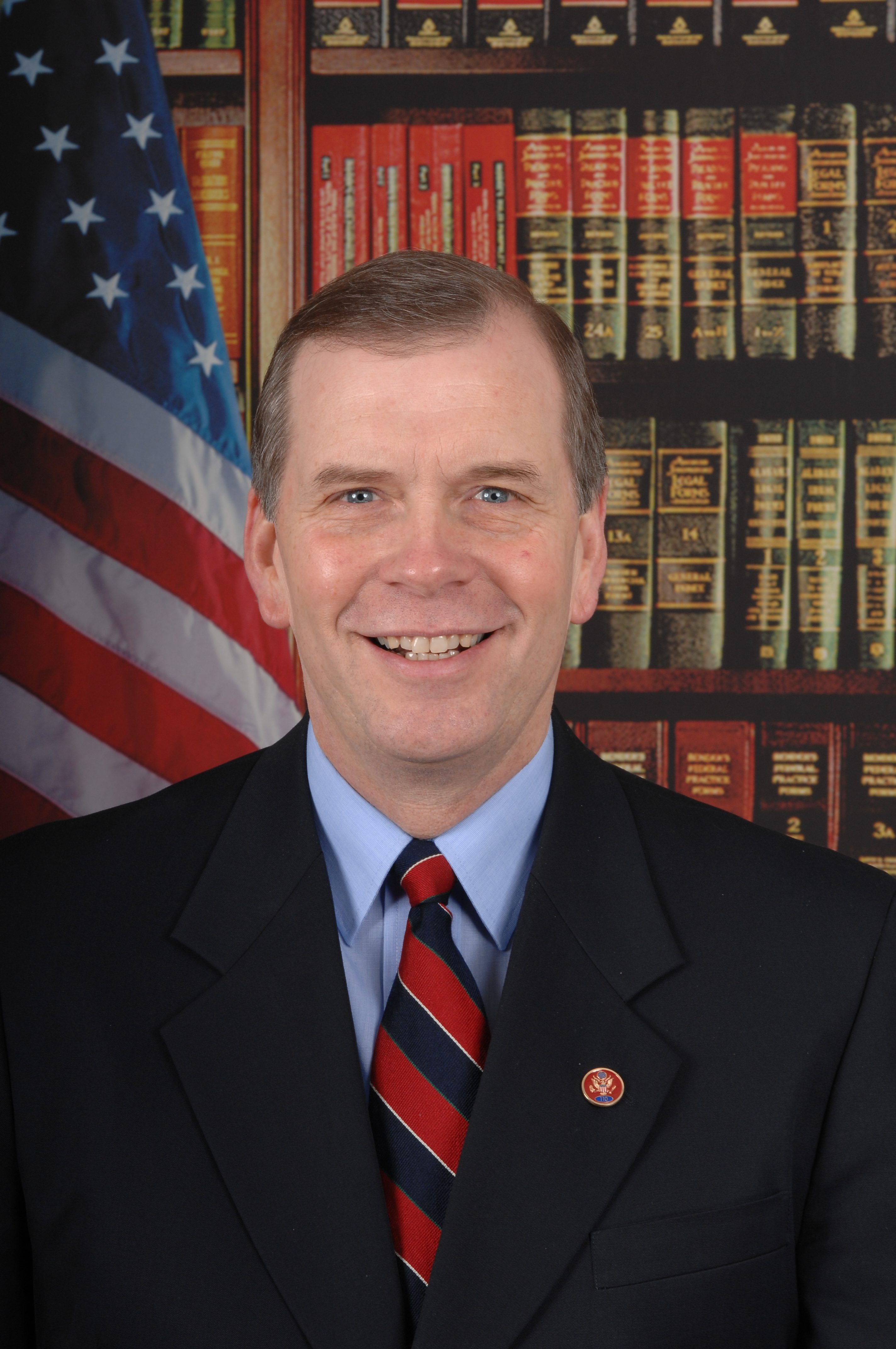
Tim Walberg

Timothy Lee „Tim“ Walberg (* 12. April 1951 in Chicago, Illinois) ist ein US-amerikanischer Politiker der Republikanischen Partei. Von 2007 bis 2009 und 2011 bis 2023 vertrat er den siebten Distrikt des Bundesstaats Michigan im US-Repräsentantenhaus. Seit 2023 vertritt er den fünften Distrikt.

## Werdegang
Tim Walberg besuchte zwischen 1969 und 1970 die Western Illinois University in Macomb. Anschließend studierte er bis 1975 am Fort Wayne Bible College und danach bis 1978 am Wheaton College, ebenfalls im Bundesstaat Illinois. Später ergriff er den Beruf eines Geistlichen.
Er lebt mit seiner Frau Sue in Tipton (Michigan) im Lenawee County. Das Paar hat drei erwachsene Kinder.

## Politik
Gleichzeitig begann er als Mitglied der Republikanischen Partei eine politische Laufbahn. Zwischen 1983 und 1998 war er Abgeordneter im Repräsentantenhaus von Michigan. Im Jahr 2004 bewarb er sich erfolglos um die Nominierung seiner Partei für die anstehenden Wahlen für den Kongress. Bei den Kongresswahlen des Jahres 2006 wurde er dann im siebten Wahlbezirk von Michigan in das US-Repräsentantenhaus in Washington, D.C. gewählt, wo er am 3. Januar 2007 die Nachfolge von John J. H. „Joe“ Schwarz antrat. Da er im Jahr 2008 dem Demokraten Mark Schauer unterlag, konnte er bis zum 3. Januar 2009 nur eine Legislaturperiode im Kongress absolvieren. Er galt dort als konservativ und war Mitglied im Landwirtschaftsausschuss, im Arbeits- und Bildungsausschuss sowie in einigen Unterausschüssen. Bei den Wahlen des Jahres 2010 konnte Walberg seinen alten Sitz im Kongress zurückgewinnen. Dieses Ergebnis lag im Bundestrend zu Gunsten der Republikanischen Partei durch die Tea-Party-Bewegung. Nach Wiederwahlen in den Jahren 2012 bis 2020 konnte er sein Amt im 7. Kongresswahlbezirk Michigans weiter bis Anfang 2023 ausüben.
Die Primary (Vorwahl) seiner Partei 2022, nunmehr für den fünften Wahlbezirk, konnte er mit 66 % der Stimmen klar für sich entscheiden. Er trat am 8. November 2022 gegen Bart Goldberg von der Demokratischen Partei, Norman Peterson von der Libertarian Party sowie Ezra Scott von der U.S. Taxpayers Party an. Die Wahl gewann Tim Walberg mit 62,4 %. Bei der Republikanischen Vorwahl zur folgenden Kongresswahl 2024 war er der einzige Kandidat. Im November 2024 trat er dann gegen Libbi Urban von den Demokraten und James Bronke von den Grünen an. Walberg setzte sich mit 65,7 % durch. Seine aktuelle Legislaturperiode im Repräsentantenhaus des 119. Kongresses läuft bis zum 3. Januar 2027.

## Politische Positionen
Walberg als zur Zeit am längsten dienender Abgeordneter Michigans ist ein striker Gegner von Abtreibungen und fordert Kürzungen öffentliche Ausgaben. Nach der Präsidentschaftswahl 2020 stimmte er gegen die Zertifizierung des Wahlsiegs von Joe Biden.
Im März 2024 sprach er sich dafür aus, die Bevölkerung des Gazastreifens mit dem Einsatz von Atomwaffen auszulöschen. Er wolle nicht, dass auch nur ein Cent an Entwicklungshilfe an die Palästinenser in Gaza gezahlt werde. Man solle das Problem schnell lösen, wie in Hiroshima oder Nagasaki. Menschenrechtsgruppen in den USA warfen Walberg daraufhin vor, dass er einen klaren Aufruf zum Völkermord leiste.

### Ausschüsse
Walberg ist aktuell Mitglied in folgenden Ausschüssen des Repräsentantenhauses:
- Committee on Education and Labor
  - Health, Employment, Labor, and Pensions
- Committee on Energy and Commerce
  - Communications and Technology
  - Energy